# Feijenoord
Feijenoord è un distretto della città olandese di Rotterdam, situato sulla sponda sud della Nieuwe Maas.
Non è l'attuale sede della principale squadra di calcio della città, il Feyenoord, che ora ha base nel limitrofo distretto di IJsselmonde.

## Geografia
Feijenoord si trova a sud della Nieuwe Maas. Confina a sud e a est con IJsselmonde e a ovest con Charlois.

## Storia
Il distretto ha acquisito importanza nel XIX secolo come centro cantieristico, principalmente nel cantiere di Fijenoord.

## Società
La maggioranza della popolazione di Feijenoord è costituita da immigrati: circa il 36% della popolazione è costituita da nativi olandesi, l'8% da immigrati occidentali e il 56% da immigrati non occidentali. I maggiori gruppi di immigrati non occidentali sono marocchini (10%), abitanti delle Antille olandesi (4%), surinamesi (11%) e turchi (19%).
Secondo un elenco stilato da Eberhard van der Laan (Segretario di Stato per le infrastrutture), quattro degli otto quartieri di Feijenoord sono tra i quartieri più problematici dei Paesi Bassi. Il quartiere Bloemhof è al quarto posto dell'elenco, il che lo rende il quartiere più problematico del suo distretto e il secondo nel sud di Rotterdam, seguito da Hillesluis al 13° posto, Afrikaanderwijk al 33° e Vreewijk al 44°.
Circa il 29% della popolazione totale di Feijenoord vive di assistenza sociale, mentre la media di Rotterdam è del 21%. I quartieri di Bloemhof e Hillesluis hanno un tasso di disoccupazione superiore al 40%, più alto della media di Rotterdam (13%) e dei Paesi Bassi (6%). Il 63% della popolazione di Feijenoord ha un basso livello di istruzione, rispetto alla media di Rotterdam del 49%.

## Geografia antropica

### Quartieri
Il distretto è suddiviso nei seguenti quartieri:
- Afrikaanderwijk
- Bloemhof
- Feijenoord
- Hillesluis
- Katendrecht
- Kop van Zuid
- Noordereiland
- Vreewijk